# Матфорс
Ма́тфорс (швед. Matfors) — населенный пункт в Сундсвалльской коммуне Вестерноррландского лена Швеции.
Расположена на реке Юнган у шоссе E 14, в 15 км западу от Сундсвалля.
В деревне расположены предприятия деревообрабатывающей и бумажной промышленности.
В деревне есть футбольная команда «Matfors IF», основанная в 1901 году. По состоянию на 2024 год она выступала в четвёртом дивизионе шведской футбольной лиги, который является шестым по уровню в системе футбольных лиг Швеции.